# Le Ménestrel
«Le Ménestrel» (с фр. — «Менестрель») — французский музыкальный еженедельник, издававшийся в 1833—1940 гг. (с перерывом в 1870—1871 и 1915—1918 гг.) в Париже.
Издание было основано музыкальным издателем Жозефом Ипполитом л’Анри, первый номер вышел 1 декабря 1833 года — на его страницах, в частности, Кастиль-Блаз представлял читателям рубрику, посвящённую романсу (первое время в каждом номере печатались ноты одного романса). Летом 1835 г. журнал возглавил Эмиль д’Арлак (1802—1852), весной 1836 г. он уступил своё место Юлиусу Лови, сотрудничавшему с газетой с самого начала. Наконец, в 1840 г. издание было приобретено музыкальными издателями Антуаном Мейссонье и Жаком Леопольдом Эжелем (1811—1883). Мейссонье в 1842 году отошёл от дел, а семейный музыкально-издательский бизнес Эжеля продолжал издавать еженедельник на протяжении всего последующего столетия. От Эжеля пост директора издания унаследовал его сын Анри Жорж Эжель (1844—1916), с 1891 г. управлявший издательством и журналом при участии своего племянника Поля Шевалье Эжеля (1861—1931). В 1919 г. последний передал бразды правления своему сыну Жаку Полю Эжелю (1890—1979). В разные годы с «Менестрелем» сотрудничали различные французские музыкальные критики, в том числе Артюр Пужен (с 1885 г.), однако в шапке журнала (а позднее — на его обложке) главный редактор никогда не указывался — только директор из рода Эжелей. 24 мая 1940 года издание было приостановлено до разрешения военной угрозы над Парижем и больше уже не открылось.